# Osservatorio astronomico di Palermo
Osservatorio astronomico di Palermo (auch Osservatorio Astronomico di Palermo "Giuseppe S. Vaiana") ist ein Observatorium in Palermo, Sizilien, Italien. Es befindet sich im Palazzo dei Normanni und ist eine Forschungseinrichtung des Istituto Nazionale di Astrofisica (INAF). Das Observatorium führt verschiedene Forschungsprojekte auf dem Gebiet der Astronomie und Astrophysik durch, darunter die Untersuchung der Sonnen- und Stern-Korona, die Sternentstehung und Entwicklung sowie die Untersuchung von Supernovaüberresten.

## Geschichte
Das Observatorium wurde 1790 durch Ferdinand I. von Bourbon, König beider Sizilien, gegründet. Auf Empfehlung von zeitgenössischen Intellektuellen, darunter vom damaligen Vizekönig Francesco d’Aquino, die sizilianische Stadt mit einem Prestigeelement wie ein astronomisches Observatorium auszustatten.

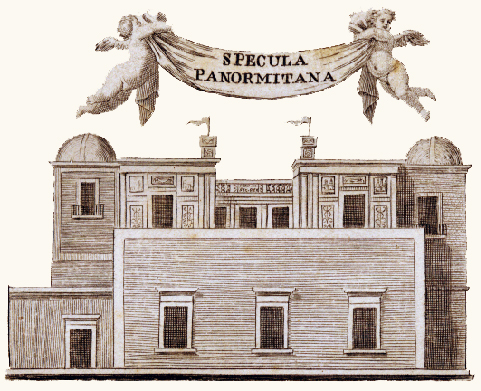
Die erste Specola von Palermo

Es war schwierig, einen erfahrenen Astronomen zu finden, der sich zu dieser Zeit bereit erklärte, an einem solchen peripheren Ort zu arbeiten. Am Ende fiel die Wahl auf Giuseppe Piazzi, einen Mathematiker, der bereits über vierzig Jahre alt war und sich bis zu diesem Moment in der Astronomie nicht besonders hervorgetan hatte. Der neue Direktor beschäftigte sich sofort mit dem Kauf der modernsten astronomischen Instrumente der damaligen Zeit, um das Observatorium auf europäischen Level zu bringen: Unter anderem wurde ein Vertikalkreis gekauft, hergestellt vom bekannten englischen Instrumentenbauer Jesse Ramsden, und die erste Kuppel wurde gebaut. Es war Piazzis Entschlossenheit, die es dem kostbaren englischen Instrument ermöglichte, Sizilien zu erreichen. Er musste persönlich gehen, um den Hersteller anzutreiben und später alle auftretenden bürokratischen Schwierigkeiten zu beseitigen. Tatsächlich zögerte die britische Regierung, ein weltweit einzigartiges Instrument aus ihren Grenzen herauszulassen (Ein Status, der viele Jahre anhielt und ein grundlegender Aspekt des frühen Wertes des Observatoriums war). Dank dieser neuen Geräte und insbesondere des Vertikalkreises konnte Giuseppe Piazzi 1801 den ersten Asteroiden entdecken, den er Cerere Ferdinandea nannte, nach der römischen Göttin des Ackerbaus und natürlich in Bezug auf den König Ferdinando. Dank dieser Entdeckung erhielt er eine Goldmedaille, die er ablehnte, um den Preis für den Kauf anderer Instrumente zu verwenden, darunter einen Troughton-Äquator, der sich in der zweiten Kuppel des Observatoriums befindet.
1817 zog Piazzi nach Neapel, um den Bau des Capodimonte-Observatoriums abzuschließen, und überließ die Leitung Niccolò Cacciatore. Cacciatore wurde 1841 von seinem Sohn Gaetano abgelöst; 1848 wurde er jedoch aus politischen Gründen entfernt, nachdem er an den revolutionären Anti-Bourbon-Bewegungen teilgenommen hatte. Die Leitung des Palermo-Observatoriums wurde dann Domenico Ragona übertragen, der es schaffte, die für den Kauf neuer Instrumente erforderlichen Mittel von der Regierung der beiden Sizilien zu erhalten, darunter ein ausgezeichnetes 25-cm-Merz-Äquatorialteleskop, das 1859 geliefert wurde.
Mit der Ankunft der Tausend im Jahr 1860 kehrte sich die Situation um: Gaetano Cacciatore wurde wieder in die Führungsfunktionen aufgenommen und Ragona zog von Palermo weg, ohne das große Merz-Teleskop platzieren zu können. Pietro Tacchini, der 1863 zum stellvertretenden Astronomen ernannt wurde, installierte 1865 das Äquatorialteleskop und nutzte es für die Forschung in der Sonnenphysik, welche das Palermo-Observatorium in der zweiten Hälfte des 19. Jahrhunderts berühmt machte und zur Gründung der Gesellschaft italienischer Spektroskopiker führte (1871), dessen Memoiren – die erste Übersicht über Astrophysik – ab 1872 von Tacchini regelmäßig in Palermo veröffentlicht wurden.
Tacchinis Abreise nach Rom im Jahr 1879 eröffnet eine schwierige Phase. Annibale Riccò, der ihm als leitender Astronom folgt, schafft es, die Qualität der Forschung aufrechtzuerhalten, bis er 1890 die Leitung des Catania-Observatoriums übernimmt. Dann haben die politischen und kriegerischen Ereignisse – und die daraus resultierenden finanziellen Schwierigkeiten der Regierung – das Schicksal des Observatoriums stark beeinträchtigt. 1923 wurde dieses als Teil der Universität herabgestuft. Filippo Angelitti war dreißig Jahre lang sein Direktor. Angelitti kaufte mit Mitteln der Universität ein 8 cm Zenitteleskop von Wanschaff, das er anstelle des alten Kreises von Ramsden installierte.
Von 1931 bis 1936 folgte Corradino Mineo, Absolvent der Accademia Nazionale dei Lincei, der von 1938 bis 1948 nach der Leitung von Francesco Zagar eine zweite Amtszeit hatte. Diese Jahre waren geprägt von großen Schwierigkeiten der Institution, die bereits nach der Reform von 1923 eine Herabstufung erlebt hatte und von einem starken Rückgang mit Personalabbau und einem Mangel an Mitteln für die Durchführung der Beobachtungen und für die technischen Anpassungen der Instrumente betroffen war. Die Probleme verschärften sich während und nach dem Zweiten Weltkrieg, als das Observatorium kurz vor der Schließung stand und einiger Räumlichkeiten beraubt wurde, nachdem es 1939 auch des einzigen modernen Beobachtungsinstruments beraubt worden war, dem Zenit-Teleskop von Julius Wanschaff aus Berlin.
In den fünfziger Jahren kam die Erholung. Die drei ursprünglich auf dem Dach des Gebäudes platzierten Kuppeln wurden durch andere aus Eisen ersetzt, mussten jedoch später wieder entfernt werden, weil sie zu schwer und gefährlich für das Bauwerk waren. Später wurden neue aus Kupfer hergestellte leichtere Kuppeln als die vorherigen installiert. Das Observatorium ist nach Giuseppe Salvatore Vaiana benannt, der es von 1976 bis 1991 leitete.
Heute finden die Aktivitäten an zwei Orten statt: am historischen Ort des Palazzo dei Normanni, wo das Observatorium seinen Ursprung hat, und am Labor in der Via Ingrassia, in dem sich die Labors, Werkstätten und Hochleistungsrechner befinden.

## Aktivitäten

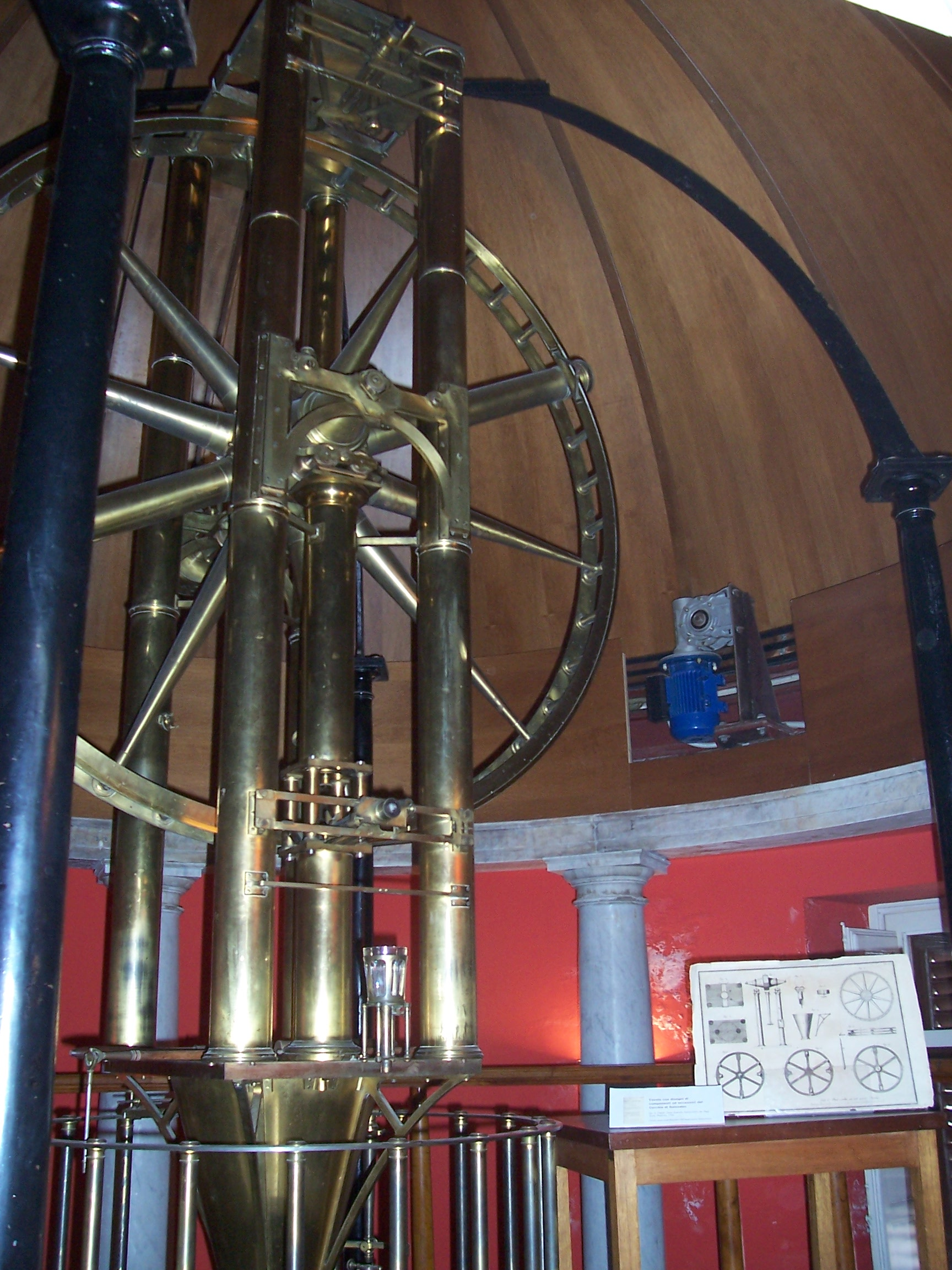
Der Vertikalkreis von Ramsden in der Kuppel des Observatoriums

Das Observatorium hat ein Labor für die Entwicklung und Erprobung wissenschaftlicher Instrumente für Teleskope im Röntgenband (XACT für Röntgenastronomie, XACT) in einem freistehenden Büro. Ein hochrangiges Rechenzentrum ist ein wesentlicher Bestandteil der Einrichtungen des Observatoriums. Dienstleistungen zur Implementierung numerischer Modelle von astrophysikalischem Interesse (Berechnungssystem für numerische Astrophysik, SCAN) und des Museo della Specola, das eine umfangreiche Sammlung astronomischer Instrumente des Observatoriums enthält.

## Instrumentierung
Es ist derzeit mit einem automatisierten Teleskop ausgestattet, mit der Möglichkeit einer integrierten Fernbedienung, einschließlich der Bewegung der Kuppel. Es handelt sich um ein 14-Zoll-Celestron-Teleskop "C14", das umfassend modifiziert und verbessert wurde und über einen CCD-Detektor "SBIG ST-7E" verfügt.

## Museum
Das "Museo della Specola" (Observatoriumsmuseum), das sich oben auf dem Pisaner Turm des Palazzo dei Normanni befindet, besteht hauptsächlich aus Instrumenten des 18. und 19. Jahrhunderts, zu denen auch achromatische Teleskope, ein Sextant, einige Barometer und Thermometer gehören, neben bereits erwähnter Ausrüstung: der Ramsden-Kreis und der Troughton-Äquator, gibt es andere zeitgenössische Werkzeuge und eine Reihe von Ölgemälden, die Persönlichkeiten aus der wissenschaftlichen Welt darstellen.

## Direktoren
- Giuseppe Piazzi (1791–1817)
- Niccolò Cacciatore (1817–1841)
- Gaetano Cacciatore (1841–1849)
- Domenico Ragona (1849–1860)
- Gaetano Cacciatore (1860–1863)
- Pietro Tacchini (1863–1879)
- Annibale Riccò (1879–1890)
- Temistocle Zona (1891–1898)
- Filippo Angelitti (1898–1931)
- Corradino Mineo (1931–1936)
- Francesco Zagar (1936–1938)
- Corradino Mineo (1938–1948)
- Luciano Chiara (1948–1969)
- Salvatore Leone (1969–1976)
- Giuseppe Salvatore Vaiana (1976–1991)
- Salvatore Serio (1991–2001)
- Salvatore Sciortino (2001–2011)
- Giuseppina Micela (2011–2018)[2]
- Fabrizio Bocchino (seit 2018)